# Alioune Fall
Alioune Fall (sinh ngày 30 tháng 8 năm 1994) là một cầu thủ bóng đá người Sénégal thi đấu cho Gil Vicente.